# Wilhelm Meinardus

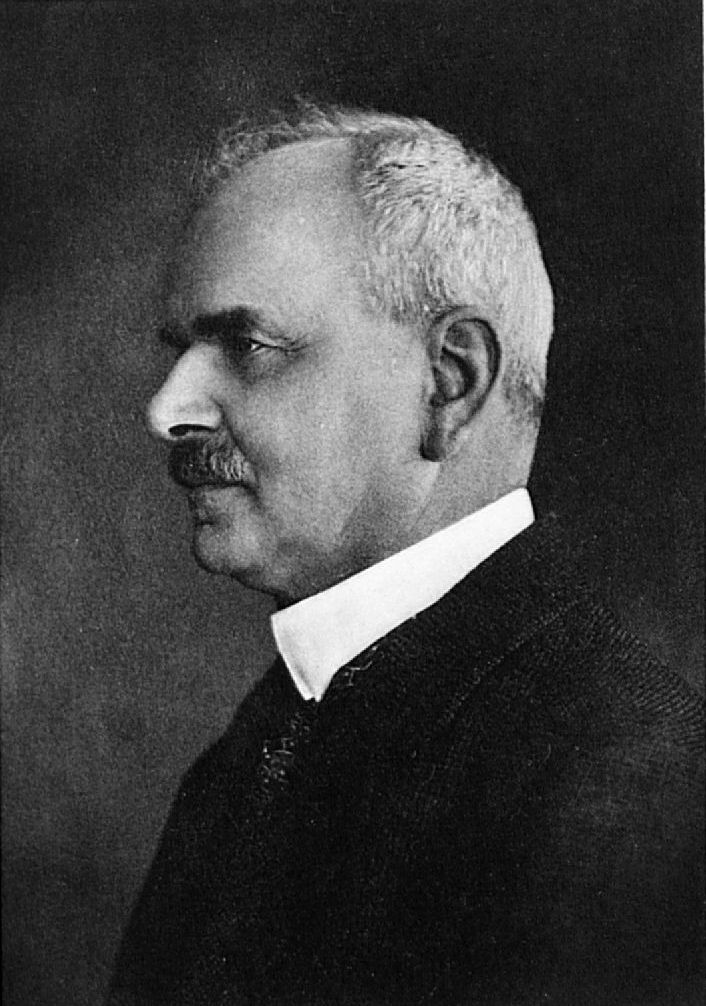
Wilhelm Meinardus (1922)

Wilhelm Meinardus (* 14. Juli 1867 in Oldenburg; † 28. August 1952 in Göttingen) war ein deutscher Geograph.
Meinardus studierte in Halle, München und Berlin Geographie und Naturwissenschaften und wurde 1894 bei Ferdinand von Richthofen promoviert. Ab diesem Jahr war er auch am meteorologischen Observatorium in Potsdam, sowie am meteorologischen Institut der Universität zu Berlin tätig. 1899 erfolgte an selbiger die Habilitation. Ab 1906 war er Professor an der Universität Münster und ab 1920 an der Universität Göttingen. 1926 bis 1927 war er darüber hinaus Rektor der Göttinger Universität. Im Jahr 1909 wurde er zum Mitglied der Leopoldina gewählt. Er arbeitete auf den Gebieten der Klimatologie und Ozeanographie. Seit 1929 war er korrespondierendes Mitglied der Bayerischen Akademie der Wissenschaften. Ihm zu Ehren ist der Meinardus-Gletscher in der Antarktis benannt. Die Antarktische Konvergenz wird auch als Meinardus-Linie bezeichnet.

## Schriften (Auswahl)
- Die Entwicklung der Karten der Jahres-Isothermen von Alexander von Humboldt bis auf Heinrich Wilhelm Dove. In: Adolf Engler (Hrsg.): Wissenschaftliche Beitraege zum Gedächtniss der 100 jährigen Wiederkehr des Antritts von A. von Humboldt’s Reise nach Amerika am 5. Juni 1799. Kühl, Berlin 1899 (Humboldt-Centenar-Schrift).
- Allgemeine Klimatologie. In: Fritz Klute (Hrsg.): Deutsches Reich in Natur, Kultur und Wirtschaft. Athenaion-Verlag, Potsdam 1936 (Handbuch der geographischen Wissenschaft; Bd. 3).
- Klimakunde der Antarktis. In: Wladimir Peter Köppen, Rudolf Geiger: Handbuch der Klimatologie, Bd. 4. Kraus, Nendeln 1972 (Nachdr. d. Ausg. Berlin 1938).